# アレック・イシゴニス

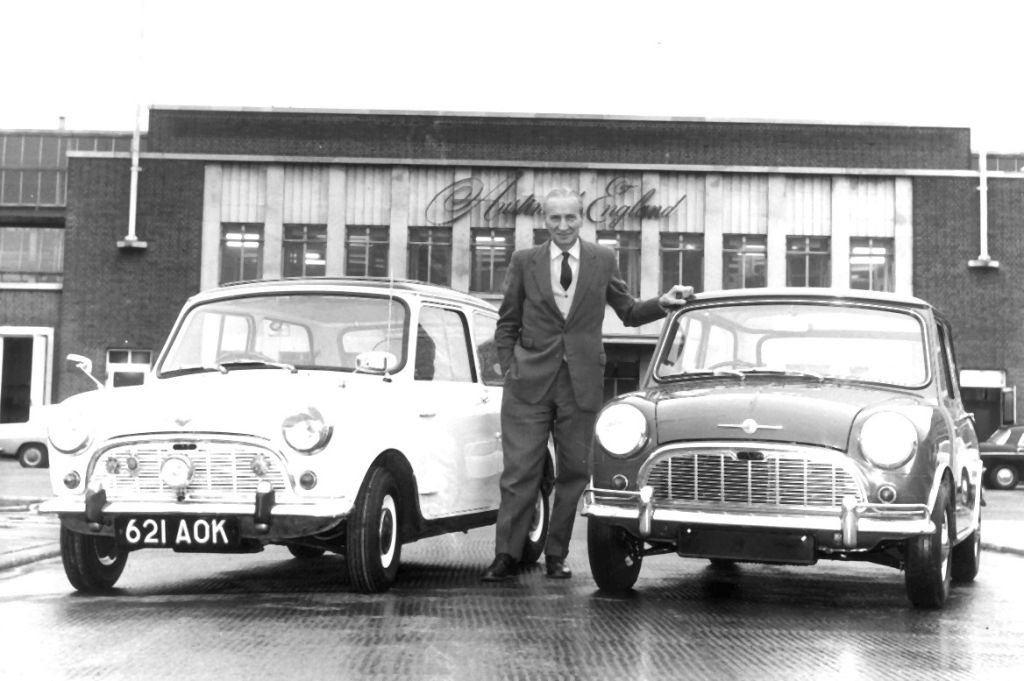

サー・アレグザンダー・アーノルド・コンスタンティン・イシゴニス（英: Sir Alexander Arnold Constantine Issigonis , CBE, FRS, RDI、1906年11月18日-1988年10月2日）はギリシア系イギリス人の自動車技術者である。特にブリティッシュ・モーター・コーポレーション（BMC）が1959年に発売した革命的な小型大衆車・ミニの設計者として今日でも記憶されている。

## 来歴・人物
旧オスマン帝国領内のギリシア人コミュニティで生まれた。祖父のDemosthenis Issigonisは1830年代にこの地に移民としてやってきて、イギリス政府によるトルコ国営鉄道の建設工事に従事、その功績で英国国籍を取得、アレックの父に当たる1872年生まれのコンスタンティンは英国で教育を受け、ドイツ系のHulda Prokoppと結婚した。
1922年、コンスタンティン一家は希土戦争勃発を前に故郷から避難、コンスタンティンは同年死去したが、母のHuldaと息子のアレグザンダー（アレック）は翌1923年からイギリスに定住した。彼はサリー大学Battersea Polytechnicで技術を学んだが数学のテストに三度も落第、以後彼は数学を「すべての創造的な天才達の敵」と呼んで毛嫌いした。同校卒業後はロンドン大学の学外プログラムを終了して大学卒業の資格を得た。
イシゴニスは卒業後、英国の中高級車メーカー・ハンバーに技師として入社し、自動車業界でのキャリアをスタートさせた。1930-40年代にはスーパーチャージャーでチューンしたオースチン・7ベースのレーシングカーを自作し、レースで活躍した。彼はエンジンのみならず後にはフロントサスペンションも改造して注目され、1936年にはモーリス社に移籍し、モーリス・テンのための前輪独立サスペンションの設計を担当した。このサスペンションの生産化は第二次世界大戦によって実現しなかったが、戦後のMG・Yタイプで用いられた。
1939年には趣味のオースチン・7ベースのレーシングカー製作で、ベニア合板をはさんだアルミニウム製の車体、前輪トレーリングアーム・後輪スイングアクスルにラバースプリングを組み合わせたサスペンションを持つ、個性的なデザインスペシャルを製作した。車両重量は僅か587ポンド (266kg) に過ぎず、その半分近い252ポンドはエンジンの重量であった。イシゴニスは既にオースチンのライバルであるモーリスに在籍していたが、オースチンはこのマシン用のエンジンを供給、イシゴニスは本来の750ccクラスではもちろんのこと、1100ccクラスでもしばしば勝利を収めた。
戦時中はモーリスにおいて戦後に向けた様々な開発プロジェクトに従事したが、特に成功作となったのは「Mosquito（蚊）」というコードネームで呼ばれたモーリス・マイナーであった。
1952年にモーリスとオースチンが合併してブリティッシュ・モーター・コーポレーション（British Motor Corporation; BMC）となると、彼は一旦モーリスを退社して高級車メーカーのアルヴィスに移籍、ここで総アルミ製V8エンジン、4輪関連独立サスペンションを持つ進歩的なセダンを設計したが、既に社運が傾いていたアルヴィスはこれを生産化することができなかった。
1955年、イシゴニスはBMC会長のサー・レナード・ロード（後の初代ランバリー男爵）によって同社に呼び戻され、BMC合併後の主要生産車種となる3種類の乗用車の設計を命じられた。一つは「XC（experimental carの略）/9001」というコードネームで呼ばれた大型車、二つ目は「XC/9002」と呼ばれた中間サイズのファミリーカー、そして最後が「XC/9003」という小型のタウンカーであった。1956年にかけて、イシゴニスは最初の2種類の設計を優先し、プロトタイプの試験を行っていた。
ところが1956年末、第二次中東戦争（スエズ動乱）が勃発、イギリス国内ではガソリンが欠乏して配給制度が布かれた。レナード・ロードはイシゴニスにXC/9003の開発を最優先にするよう命じた。9003のプロトタイプは1957年初頭に完成、1959年8月に「モーリス・ミニ・マイナー」「オースチン・セヴン」として市販化された。これがイシゴニスの代表作となったミニ（BMC・ADO15）である。
1961年、ミニの成功により、イシゴニスはBMCのテクニカル・ディレクターに昇格、翌1962年8月にはXC/9002がBMC・ADO16(モーリス・1100)として市販化された。XC/9001の登場は最後になり、1964年10月にBMC・ADO17(オースチン・1800)としてようやく陽の目を見た。
イシゴニスは1967年、王立協会の会員となり、1964年に大英帝国勲章コマンダー（CBE）を受勲、1969年にはナイトの称号を授けられた。彼は今日ミニの設計者として最も著名であるが、本人はモーリス・マイナーの設計に参画したことこそが、上級車の快適性や利便性を勤労階級の手の届く価格の大衆車に盛り込んだという意味で最も誇らしいと考えていた。マイナーと比較するとミニはすべてを最低限までカットしたスパルタンな自動車であると言う。
イシゴニスは1971年に、企業合同を重ねてBLMCと呼ばれるようになった会社を引退、技術コンサルティング会社を死の直前まで経営した。

## 主な作品
- モーリス・マイナー（1948年）- 戦後のイギリスを代表する小型車として成功、1971年まで生産された。
- ミニ（1959年）- 横置きエンジン・前輪駆動方式の小型車としてその後の自動車技術に大きな影響を残した傑作[6]。
- BMC・ADO16（1962年）- 内部にオリフィスと空洞を持つゴムばねを、前後輪でパイプで連通し不凍液を満たしたハイドロラスティックサスペンションを実用化した。
- BMC・ADO17（1964年）- ミニとADO16のコンセプトを中型車クラスに応用。確かに室内空間は広大であったが、前二者ほどのヒット作とはならなかった。英国ではそのスタイルから「Landcrab」(陸の蟹)という渾名が付いている。
- オースチン・マキシ（1969年）- BLMC発足後初の、かつイシゴニス設計による最後のニューモデル。コードネームはADO14。ADO16と17の中間サイズの5ドアハッチバック車で、ルノー・16の影響が色濃い。5ドア・5速ミッション・5人乗りを謳い文句にしたが、コスト上の制約からドアパネルをADO17と共用させられたことからスタイリングは凡庸で、成功作とならなかった。

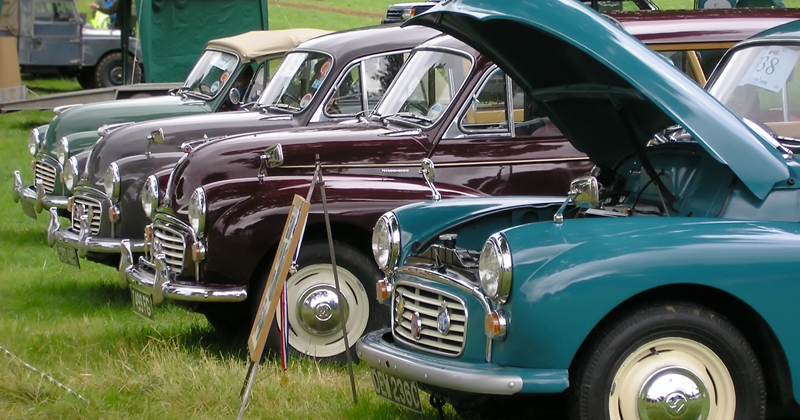
モーリス・マイナー
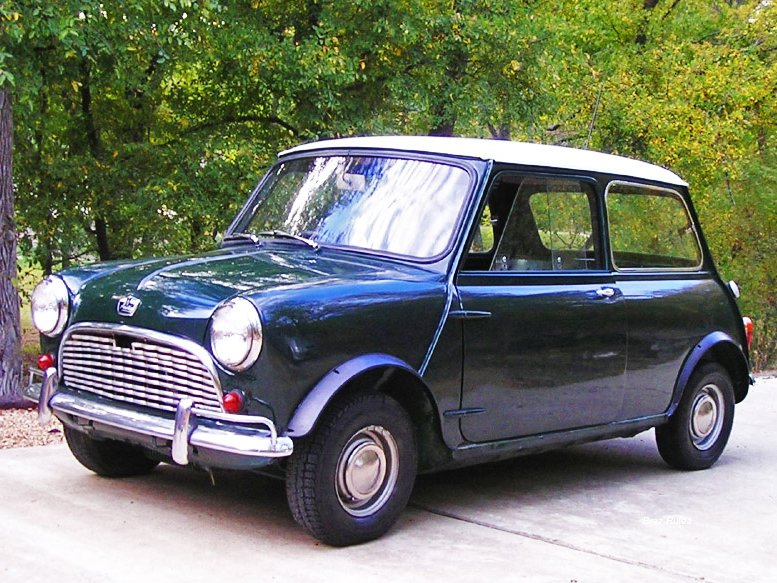
ミニ
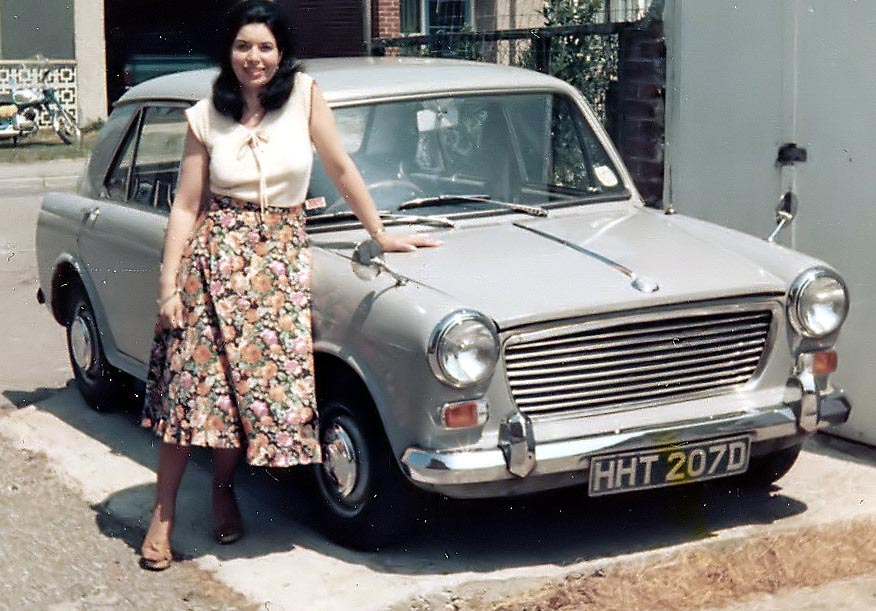
BMC・ADO16
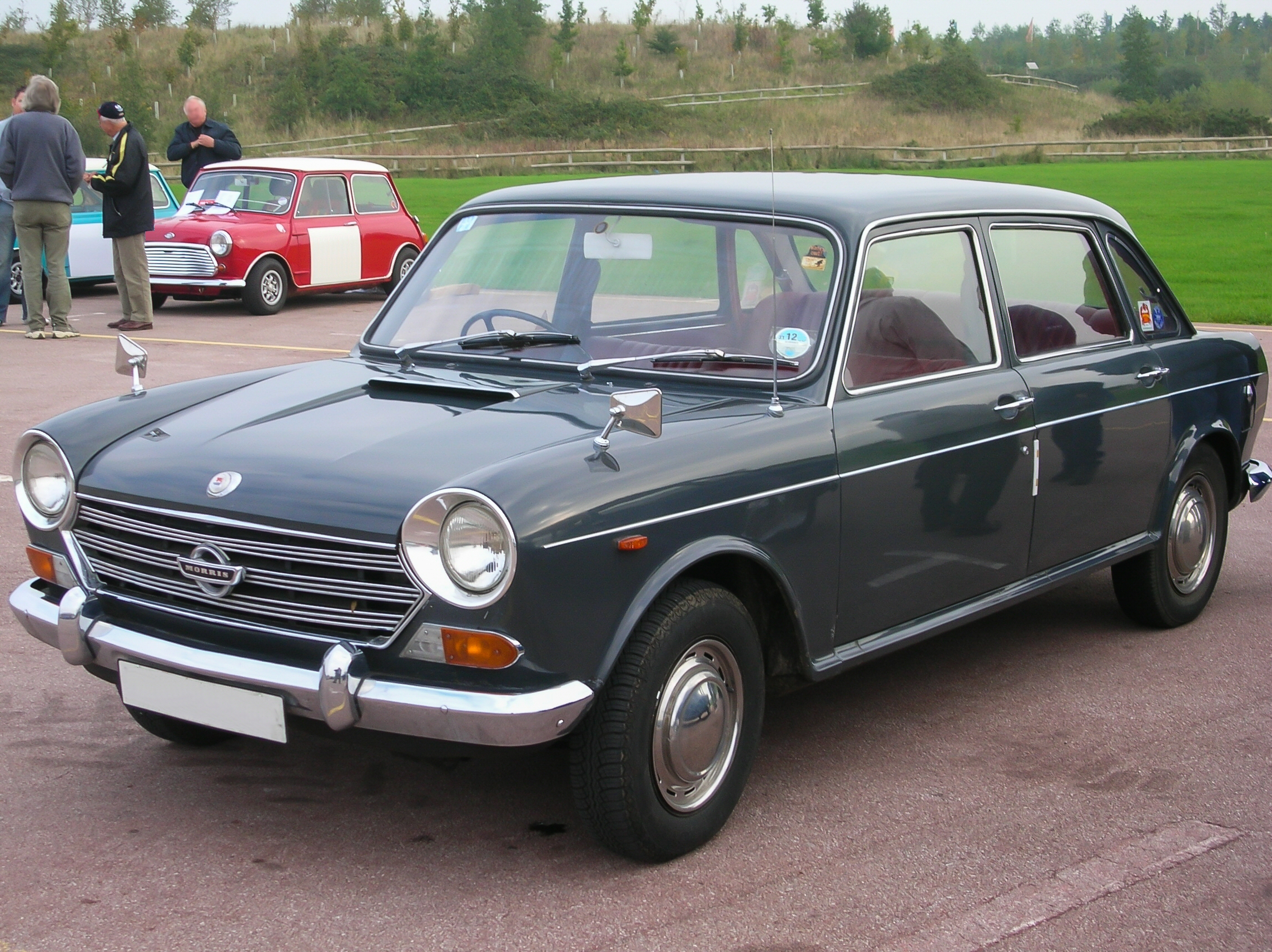
BMC・ADO17
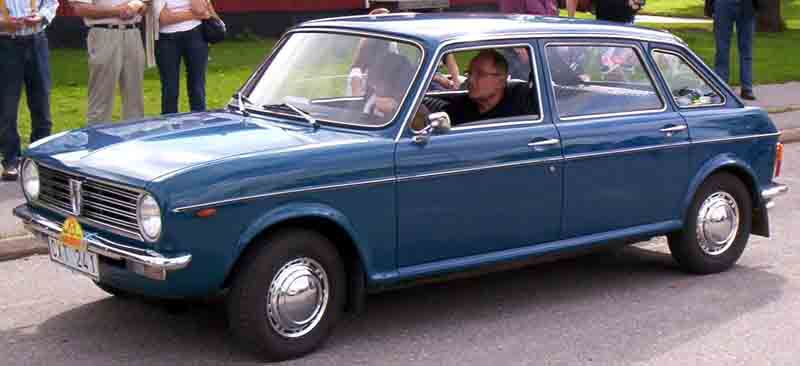
オースチン・マキシ